# Candidia
Candidia is een geslacht van straalvinnige vissen uit de familie van eigenlijke karpers (Cyprinidae).

## Soorten
- Candidia barbata (Regan, 1908)
- Candidia pingtungensis Chen, Wu & Hsu, 2008